# Isaías Castro
Gral. Isaías Castro fue un militar mexicano que participó en la Revolución mexicana. Aprehendió al general Manuel M. Diéguez en Guadalajara. Fue un constitucionalista que al lado de Enrique Estrada secundó la Rebelión delahuertista en 1923 en Colima, destituyendo a Gerardo Hurtado Sánchez e impusiendo a Daniel Castillo. Murió en la Batalla de Ocotlán en 1924.  